# Michelle Coleman
Michelle Elizabeth Coleman, född 31 oktober 1993 i Vallentuna, är en svensk tidigare simmare som tävlade för Spårvägen Simförening. Hon var specialiserad på frisim och ryggsim.
Coleman vann tre individuella medaljer på internationella mästerskap och en lång rad medaljer i lagkapper. Hon deltog i fyra olympiska spel.
Den 20 mars 2025 meddelade Coleman att hon avslutar sin simkarrär.

## Karriär
Vid EM i kortbana 2013 i Herning, Danmark tog Coleman brons på 50 meter ryggsim med tiden 26,67. Vid EM i Berlin 2014 tog hon brons på 100 meter frisim på tiden 53,75.
I lagkapp har hon en silvermedalj från VM i långbana 2015 i Kazan, Ryssland, på 4x100 meter medley där hon simmade den inledande sträckan ryggsim på 1.00,74. Hon har ytterligare fyra medaljer från långbane-EM: guld på 4x100 meter frisim i Berlin 2014, silver på 4x100 meter frisim i Debrecen 2012, silver på 4x200 meter frisim i Berlin 2014 och silver på 4x100 meter medley i Berlin 2014, och fyra medaljer från kortbane-EM: guld på 4x50 meter medley i Köpenhamn 2017, silver på 4x50 meter frisim i Herning 2013, silver på 4x50 meter frisim i Köpenhamn 2017 och brons på 4x50 meter medley i Herning 2013. 
Hennes första OS-deltagande skedde under OS i London 2012 där hon kom 10:a på 4x100 m medley (4.00,76). På OS i Rio de Janeiro 2016 hon kom 7:a på 200 m frisim (1.56,27), vilket kom att bli hennes främsta individuella OS-resultat, 5:a på 4x200 m frisim (7.53,43), 9:a på 4x100 m medley (3.59,45) och 5:a på 4x100 m frisim (3.36,42). Hon deltog även vid OS i Tokyo 2021 och OS i Paris 2024.
I november 2022 vid kortbane-SM i Stockholm tog Coleman guld på 50 och 100 meter frisim samt var en del av Spårvägen Simförenings kapplag som tog brons på 4×100 meter medley. I december 2022 vid kortbane-VM i Melbourne var hon en del av Sveriges kapplag som tog brons på 4×50 meter medley.
I kortbane-EM i Otopeni 2023 tog Coleman guld på 50 meter frisim samt var en del av Sveriges kapplag som tog guld på både 4×50 meter frisim och 4×50 meter medley.
Hon har tränat för Andrej Vorontsov, Carl Jenner och Johan Wallberg.